# Joe McNally

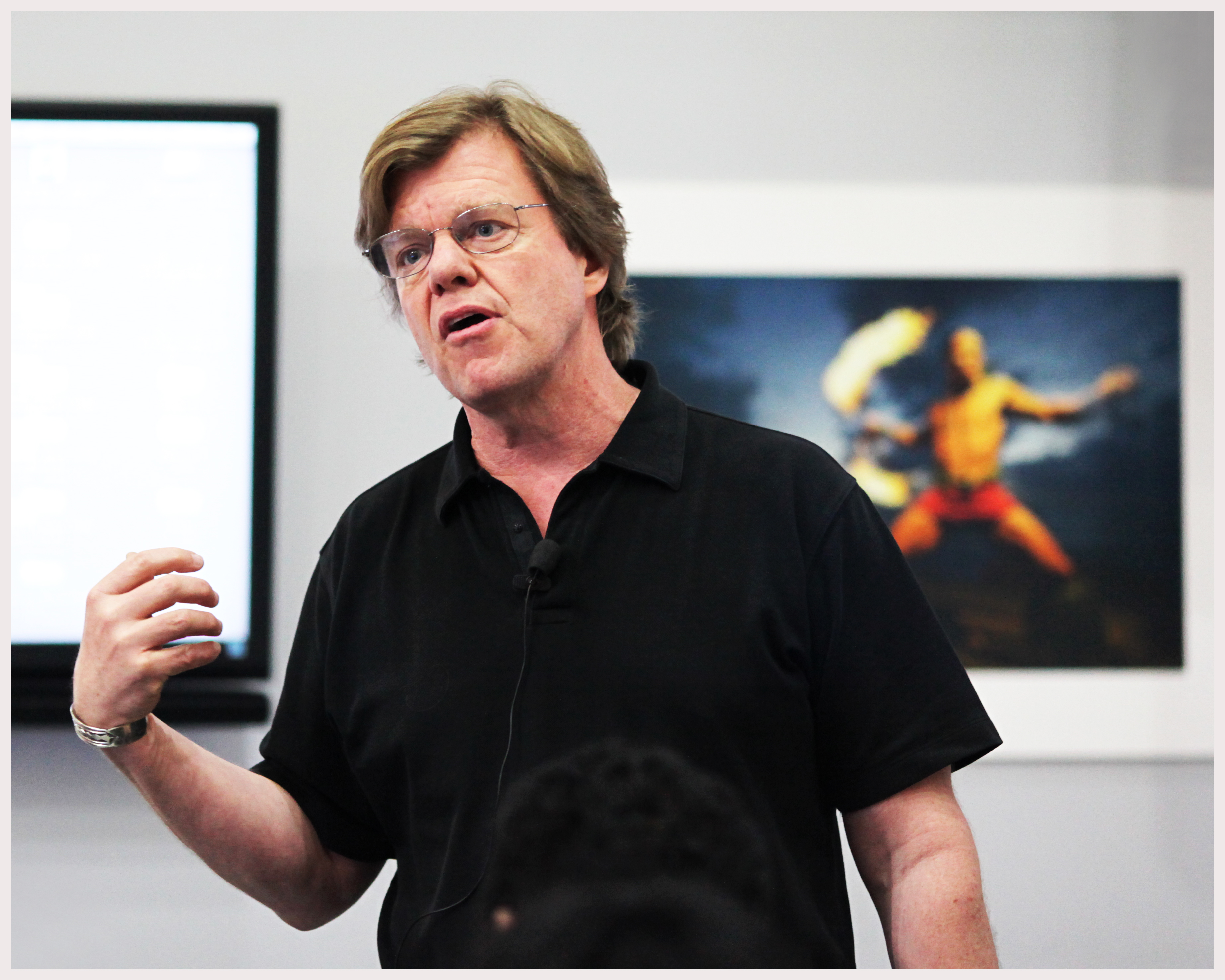
Joe McNally

Joe McNally (* 1952 in Montclair, New Jersey) ist ein US-amerikanischer Fotograf, der u. a. seit 1987 für die National Geographic Society arbeitet.
McNally studierte an der S. I. Newhouse School of Public Communications der Syracuse University.  Er arbeitet von New York City aus und wohnt in Ridgefield, Connecticut.

## Laufbahn
Von 1994 bis 1998 war Joe McNally fest angestellter Fotograf des LIFE-Magazins, der erste in 23 Jahren. Seine bekannteste Serie ist Faces of Ground Zero – Portraits of the Heroes of September 11th, eine Sammlung von 246 riesigen Polaroidporträts, aufgenommen im Moby C Studio in der Nähe von Ground Zero innerhalb von drei Wochen kurz nach den Terroranschlägen am 11. September 2001. Eine Auswahl dieser lebensgroßen (9’ × 4’) Fotos wurde 2002 in sieben US-Städten ausgestellt und dabei von fast einer Million Menschen gesehen. Die Ausstellung und das von LIFE herausgegebene Buch erzielten Einnahmen von ca. 2 Mio. $, die den Opfern der Anschläge zugutekamen.
McNally arbeitet seit 20 Jahren für das National Geographic Magazine. Eines der Projekte für diese Zeitschrift war The Future of Flying (Die Zukunft des Fliegens), eine 32-seitige Titelgeschichte, die im Dezember 2003 zum 100. Jahrestag des Flugs der Gebrüder Wright publiziert wurde. Der Artikel war der erste vollständig digital fotografierte für das Magazin, die Ausgabe wurde Finalist des National Magazine Award und eines der beliebtesten Titelblätter.
McNally hat Titelstories für Sports Illustrated, Time, Newsweek, GEO, Fortune, New York, Business Week, LIFE,  Men’s Journal und andere Zeitschriften bebildert. Seine Werbeaufträge umfassen FedEx, Nikon, Sony, Land’s End, General Electric, MetLife, Bogen, Adidas, Kelby Media Group, Wildlife Conservation Society und American Ballet Theatre.
Er setzt für seine Aufnahmen häufig Nikons CLS- und Speedlight-Systeme ein.

## Auszeichnungen
McNally wurde von der Zeitschrift American Photo als der wahrscheinlich vielseitigste zeitgenössische Fotojournalist beschrieben und in der Liste der 100 wichtigsten Menschen in der Fotografie geführt.
Im Januar 1999 ehrten Kodak und Photo District News McNally mit der Aufnahme in ihrem Legends Online Archive. 2001 verlieh Nikon eine vergleichbare Auszeichnung, indem sie McNally auf NikonNet.com’s Liste der Legends Behind the Lens aufnahmen.
McNally hat den Alfred Eisenstaedt Award für Zeitschriftenfotografie gewonnen und wurde unter anderem vom Pictures of the Year International, World Press Photo und den Art Directors Club ausgezeichnet. Ehrungen erhielt er von den Zeitschriften Photo District News, American Photo, Applied Arts, Communication Arts und Graphis Inc.

## Bücher
- Faces of Ground Zero. Portraits of the Heroes of September 11, 2001.
- Der entscheidende Moment: Ein Weltklasse-Fotograf packt aus. Addison-Wesley, München 2008, ISBN 978-3-8273-2692-8.
- Joe McNallys Hot Shoe Diaries: Groß inszenieren mit kleinem Blitz. Addison-Wesley, München 2009, ISBN 978-3-8273-2867-0.
- Grundlagen der Fotografie – Stilsicher fotografieren. Addison-Wesley, München 2012, ISBN 978-3-8273-3117-5.
- Sketching Light – Über die Möglichkeiten der Blitzfotografie. Pearson, München 2012, ISBN 978-3-8273-3122-9.